# Aire marine protégée de Porto Cesareo
L'aire marine protégée de Porto Cesareo (en italien : Area naturale marina protetta Porto Cesareo) est un espace naturel protégé créé dans les Pouilles en 1997 sur le littoral de Porto Cesareo et jusqu'à 7 km en mer, dans la province de Lecce,.

## Territoire
L'aire marine protégée de Porto Cesareo, créée par décret du ministère de l'Environnement du 12 décembre 1997, avec ses 16 654 ha de surface maritime, est la troisième plus grande d'Italie. Elle est inscrite depuis 2011 comme aire spécialement protégée d'importance méditerranéenne (ASPIM) et bénéficie du Programme des Nations unies pour l'environnement.
Les 32 km de littoral de la réserve relèvent des deux communes de Porto Cesareo et Nardò. Le tronçon de côte ionienne qui délimite la réserve se caractérise par un littoral très varié et des contours irréguliers, limité au nord par Punta Prosciutto (it) et au sud par Torre Inserraglio (it).
De Punta Prosciutto à Porto Cesareo, la côte est divisée en criques sablonneuses alternant avec des étendues de falaises basses avec des affleurements d'eau souterraine et la présence de bassins derrière les dunes. De Punta Prosciutto à Torre Lapillo (it) s'étend le littoral du « Lido degli Angeli », caractérisé par des dunes atteignant 6 à 7 m de haut et du sable léger.

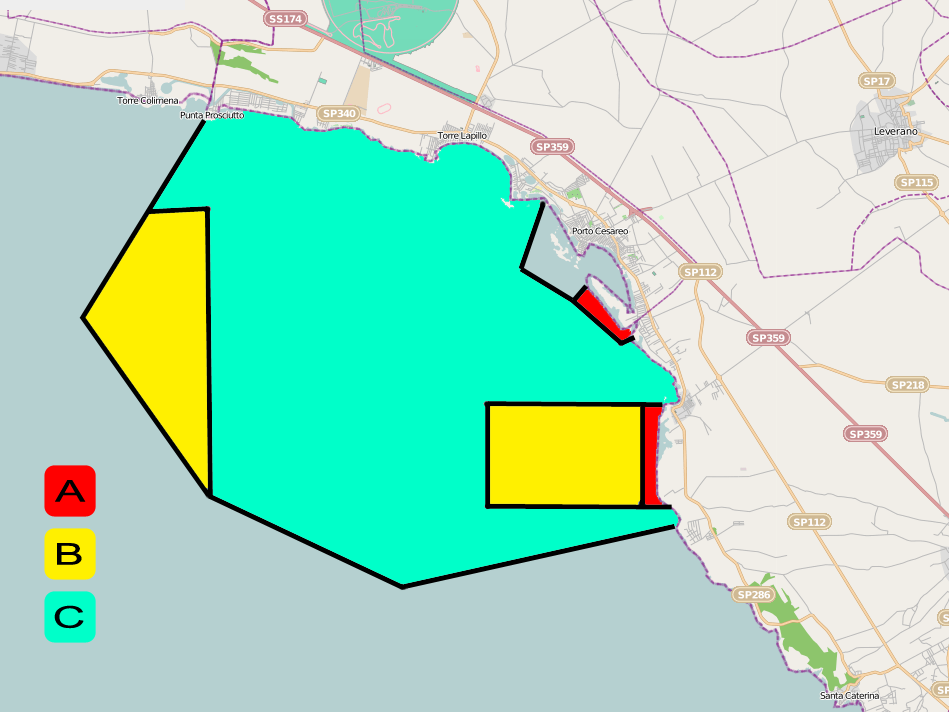
Les trois zones de l'aire marine protégée

L'aire marine protégée est divisée en trois zones avec des régimes de protection différents :
- Zone A : Réserve complète qui est le cœur de la réserve, où tout type d'activité est interdit sauf la recherche scientifique.
- Zone B : Réserve générale dans laquelle la pêche professionnelle avec des engins sélectifs est autorisée sous réserve d'autorisation de l'organisme gestionnaire. Par ailleurs, la baignade et les activités sous-marines compatibles avec la protection du milieu naturel, l'accès et la navigation des bateaux autorisés à une vitesse inférieure à 10 nœuds sont autorisés.
- Zone C : Réserve partielle qui agit comme un tampon entre la zone soumise aux contraintes et la zone hors réserve. Toutes les activités autorisées dans la zone B sont autorisées, ainsi que l'ancrage dans des structures spéciales et la pêche sportive, à l'exception de l'apnée et de la pêche sous-marine.

### Flore
Les fonds marins du parc présentent trois types d'habitats différents : de vastes prairies de Posidonia oceanica, de vastes zones de coraux et des grottes immergées. La présence de posidonie est très importante, cette plante aquatique a la même fonction que les arbres terrestres, elle absorbe le dioxyde de carbone et oxygène l'eau.

## Galerie

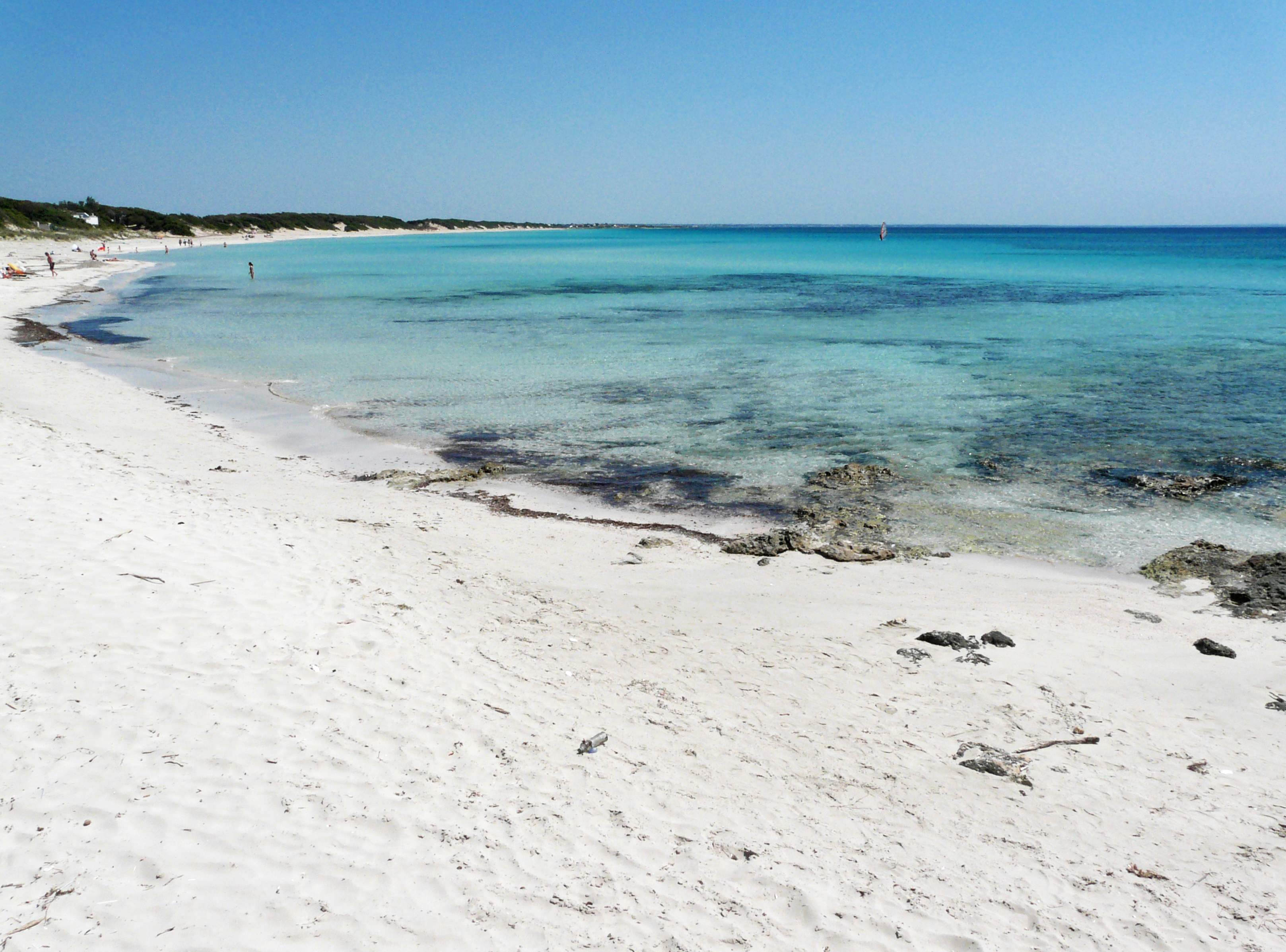
La plage de Porto Prosciutto
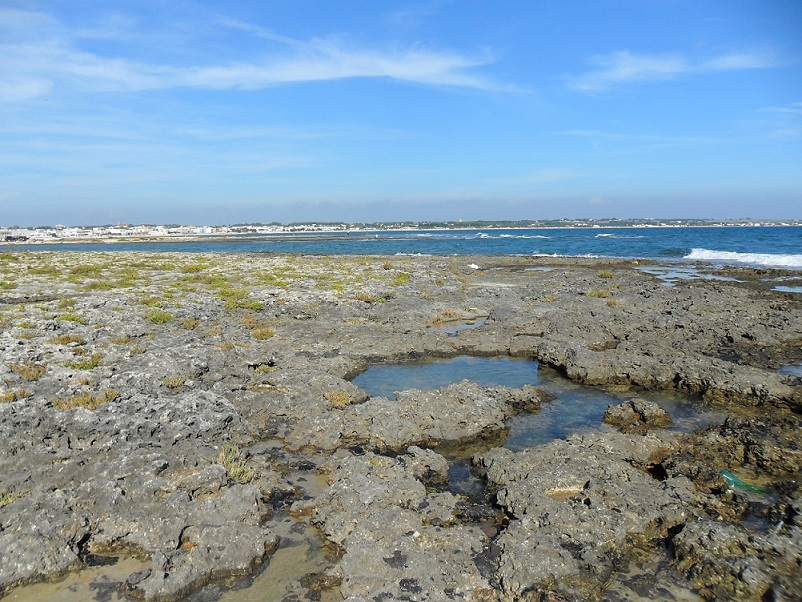
La falaise de Torre Lapillo
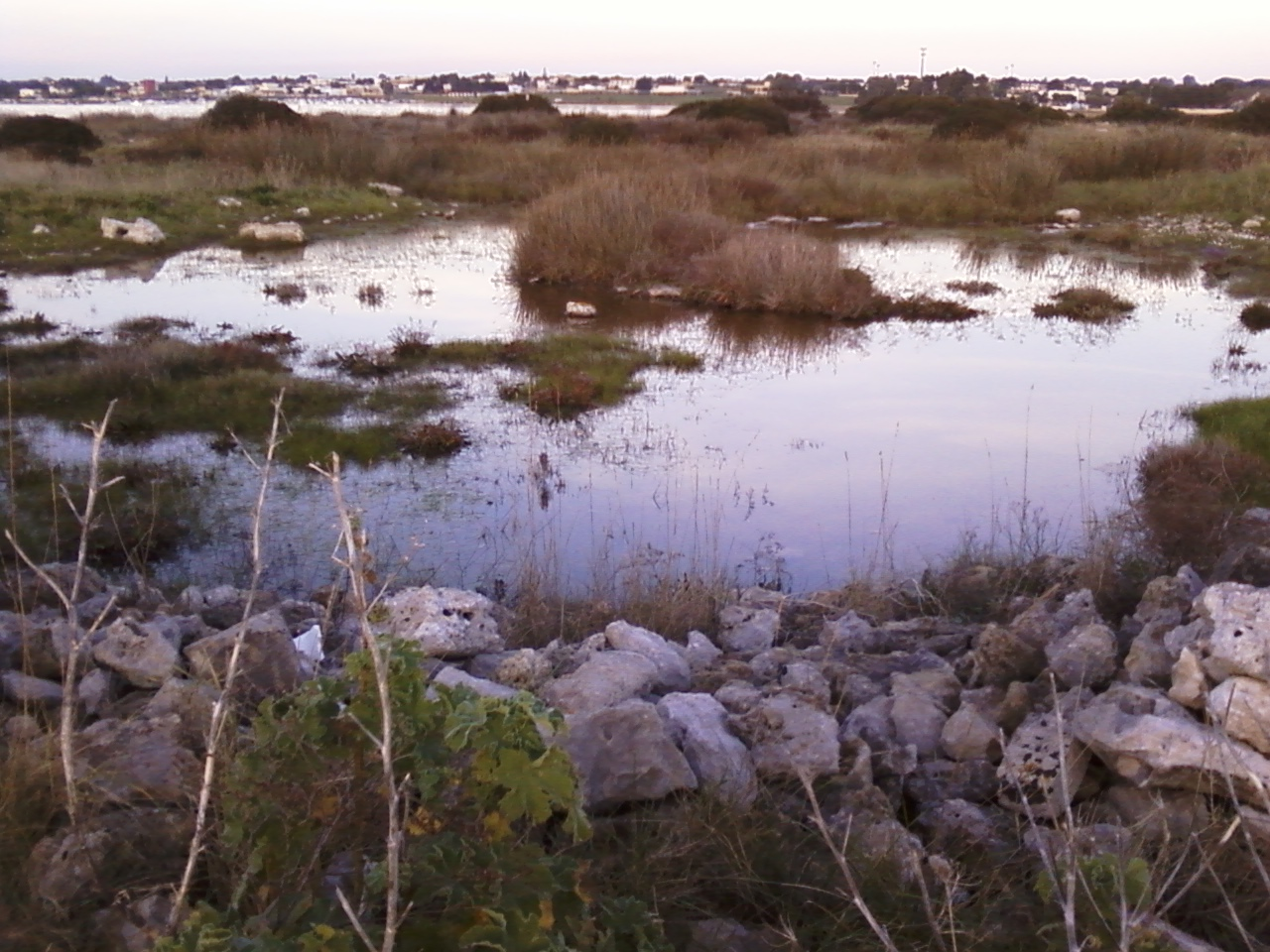
Le marais de la péninsule de Strea
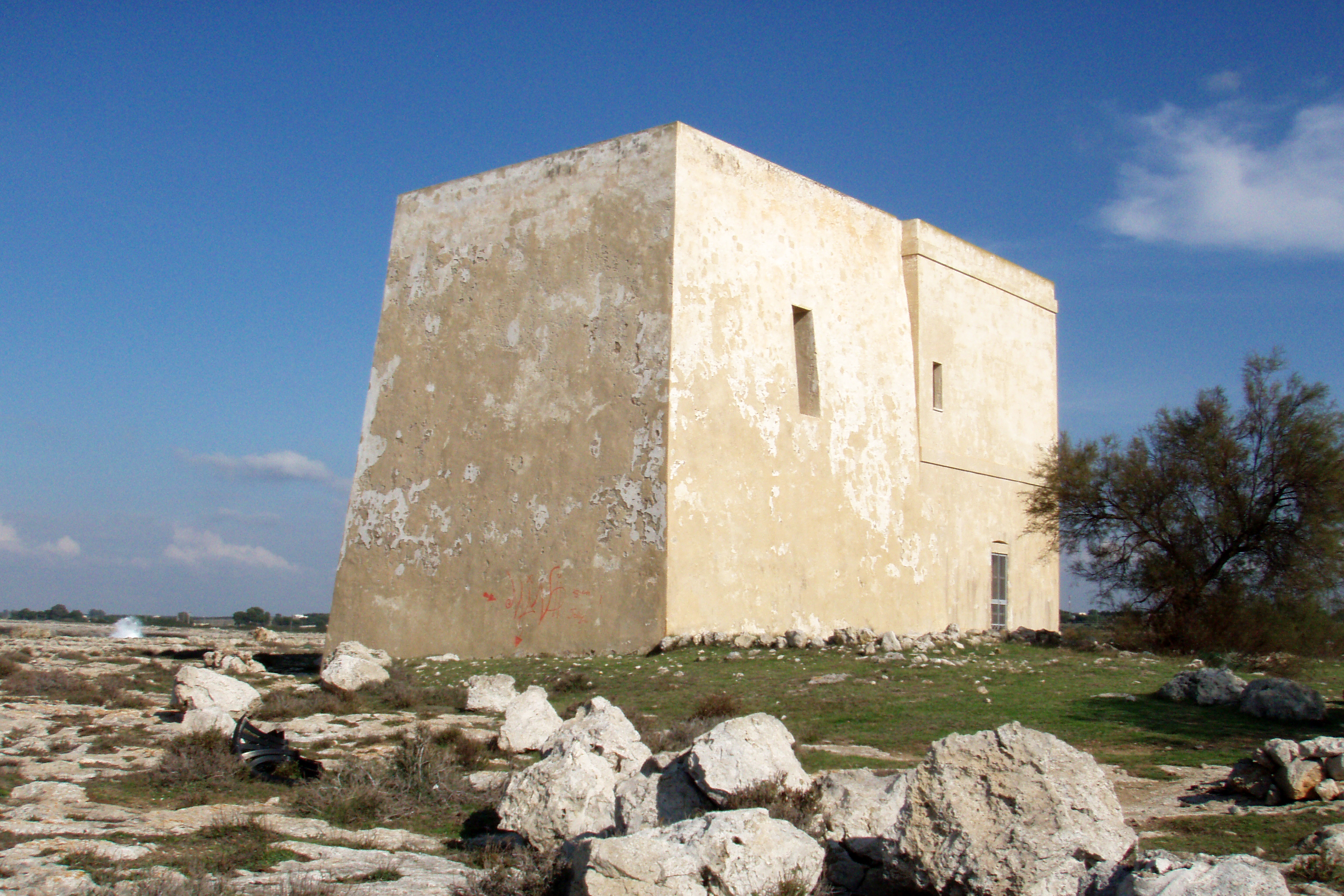
Torre Inserraglio